# Зряхов, Николай Ильич
Николай Ильич Зряхов (1782 или 1786, Астраханская губерния — конец 1840-х, Москва) — русский писатель.

## Биография
Родился в бедной дворянской семье, детство и юность провёл в Астрахани, не получил никакого систематического образования.
В 1801 году поступил унтер-офицером в Нарвский драгунский полк, который стоял в городе Александрове Кавказской губернии. Летом 1803 года полк был послан через горы в Грузию и затем участвовал в войне в Персией.
В 1808 году в чине поручика вышел в отставку, но в 1813 году был вновь призван на военную службу, а в 1816 году был отставлен за «дурное поведение».
В конце 1820-х годов стал профессиональным писателем. Его первый роман «Амалия, или Хижина среди гор» был издан в 1828 году, а последний, «Дагестанский пленник, или Неуловимый мститель» — в 1848 году.
В конце жизни Зряхова опекала поэтесса А. П. Глинка, жена Ф. Н. Глинки. Умер он в конце 1840-х годов, предположительно, в московском доме призрения.

## Творчество
Написал более десятка авантюрно-любовных романов, в том числе:
- «Амалия, или Хижина среди гор» (Москва, 1828);
- «Прекрасная астраханка, или Хижина на берегу реки Оки» (М., 1836);
- «Дева закубанская, или Любовь до могилы. Роман, сочиненный жителем Кавказа» (М., 1836, издан анонимно);
- «Михаил Новгородский, или Нарушенная клятва» (М., 1837);
- «Очарованная арфа, или Цыгане поневоле, но ведь это не беда!» (М., 1840);
- «Геройство и любовь, или Замок на берегах Дона» (М., 1845, написан до 1835);
- «Битва русских с кабардинцами, или Прекрасная магометанка, умирающая на гробе своего супруга. Русская повесть в 2-х ч. с военными маршами и хорами певчих» (М., 1840);
- «Дагестанский пленник, или Неуловимый мститель» (М., 1848).

Наиболее популярным произведением Зряхова стал роман «Битва русских с кабардинцами, или Прекрасная магометанка, умирающая на гробе своего супруга», который долго пользовался огромной популярностью у представителей низших социальных слоёв Российской империи. Он переиздавался свыше сорока раз, вызвал ряд подражаний. Утратив имя автора, «Битва…» вошла в состав лубочной литературы, а позднее стала основой для лубочных картинок и даже фольклора.